# 京都市立久我の杜小学校
京都市立久我の杜小学校（きょうとしりつ こがのもりしょうがっこう）は、京都府京都市伏見区久我東町にある公立小学校。当時児童数が1100人、学級数が30クラスを超えていた京都市立神川小学校の過密解消のために開校した。「校門や塀の無い学校」が特徴。

## 沿革
出典
- 1989年（平成元年）9月 - 神川小学校分校建設準備委員会発足。
- 1992年（平成4年）4月1日 - 開校。開校時点の児童数は370名。
- 1996年（平成8年） - 福祉協力校になる。
- 1997年（平成9年） - 校舎増築工事完成。
- 2000年（平成12年） - 10周年記念式典挙行。
- 2001年（平成13年） - ふれあいサロン完成。
- 2002年（平成14年） -「虹のメロディ」発足。
- 2003年（平成15年） - 図工室改修工事。
- 2004年（平成16年） - 「みやこ学校創生事業」指定。
- 2005年（平成17年） - 新校舎プロジェクト発足。「親児の会」、読み聞かせサークル「たんぽぽ」発足。
- 2006年（平成18年） - 「みやこパイロットスクール事業」指定。冷房化工事。エレベーター棟完成。
- 2007年（平成19年） - 西校舎竣工。久我の杜児童館開館。
- 2008年（平成20年） - 「放課後まなび教室」発足。
- 2011年（平成23年） - 20周年記念式典挙行。
- 2013年（平成25年） - 学校運営協議会発足。
- 2014年（平成26年） - PTAより理科室エアコン設置。学級文庫、演台カバー購入。
- 2015年（平成27年） - 理科室にエアコン設置。
- 2016年（平成28年） - 家庭科室にエアコン設置。
- 2017年（平成29年） - 災害用マンホールトイレ設置。
- 2019年（令和元年） - 久我の杜小学校ゆるキャラ『久我小丸』誕生。
- 2021年（令和3年） - 創立30周年記念。

## 主な進学先
- 京都市立神川中学校

## 周辺施設
- 久我の杜市営住宅
- 京都市立久我東第三公園 - 京都市道をはさんで、敷地が隣接。
  - このほか、「久我東第三公園」以外の公園も点在する。
- ジュネット京都久我の社
- ケアハウス京都久我の社
- 京都南西病院
- 学校法人神川学園かもがわ幼稚園 - 進学前幼稚園のひとつ
  - かもがわ幼稚園以外の幼稚園・保育園なども点在する。
- 京都市伏見区役所神川出張所
- 京都市立久我のもり図書館

## 交通アクセス
- 京都市営バス「22号」・「特南2号」・「南2号」の各系統で、「久我の社」停留所下車後、
  - 長岡京駅東口行・南工業団地行のりばから、徒歩約240m・約4分。
  - 竹田駅西口行のりばから、徒歩約300m・約5分。
- JR西日本東海道本線（JR京都線）長岡京駅から、
  - 上述の市営バスに乗車し、「久我の社」停留所下車後、徒歩。
  - 駅東口から、徒歩約3.4km・約51分。
- 近畿日本鉄道京都線・京都市営地下鉄烏丸線竹田駅から、上述の市営バスに乗車し、「久我の社」停留所下車後、徒歩。
- 名神高速道路京都南ICから、車で約3.4km・約6分。

## 通学区域が隣接している学校
- 京都市立羽束師小学校
- 京都市立横大路小学校
- 京都市立下鳥羽小学校
- 京都市立神川小学校
- 京都市立大藪小学校
- 向日市立第5向陽小学校